# Mark Solonin
Mark Solonin (rusky Марк Семёнович Соло́нин; * 29. května 1958 Kujbyšev, SSSR) je ruský letecký inženýr a spisovatel zabývající se dějinami druhé světové války.
Ve sporu o tom, zda se Sovětský svaz připravoval na útočnou válku proti Německu před tím, než byla zahájena operace Barbarossa, patří do tábora Viktora Suvorova. Přesto je Solonin kritický k některým Suvorovovým teoriím (podobně jako Michail Meltjuchov) a vyčítá Suvorovovi, že nahradil sovětský mýtus svým vlastním.
Soloninových knih se v Rusku prodalo přes 195 000 výtisků a jeho knihy byly přeloženy mj. do polštiny, estonštiny, litevštiny a češtiny.